# San Marzano sul Sarno
San Marzano sul Sarno è un comune italiano di 10 189 abitanti della provincia di Salerno. Dall'aprile 2013 fa parte dell'Unione dei comuni Terre dell'Agro, assieme ai comuni di Corbara e Sant'Egidio del Monte Albino.

## Geografia fisica
Appartiene geograficamente all'Agro Nocerino Sarnese, nel settore limitrofo all'area vesuviana.
Insieme alla vicina Scafati si trova posta in un'area cerniera tra la città metropolitana di Napoli e l'agro nocerino sarnese.
Classificazione sismica: zona 2 (sismicità media), Ordinanza PCM. 3274 del 20/03/2003.

## Origini del nome
L'origine del nome è forse agionimica.

## Storia
Il territorio della valle del Sarno presenta le prime tracce di presenza umana tra il IX e il VI secolo a.C., epoca a cui risalgono numerose necropoli con circa 1.400 tombe a fossa, attribuite alla popolazione dei Sarrastri. Successivamente la popolazione dovette calare a favore dei nuovi centri di Nuceria Alfaterna, Pompei e Stabia.
La prima menzione di San Marzano risale ad una lettera di papa Gregorio I del 601, indirizzata all'abate del monastero di San Giorgio di Orvieto, nel quale si menziona un monastero benedettino situato in fundo Marciano, distrutto dai Longobardi. Con il nome di San Marzano la località è citata in un atto di vendita del 963 conservato nell'abbazia della Santissima Trinità a Cava de' Tirreni.
Nel 1220 San Marzano fu concessa da Federico II all'abbazia di Montevergine, e poco prima del 1234, passò a Guidone II Filangieri e restò alla famiglia fino a quando fu confiscato nel 1269 a Riccardo II Filangieri, che si era schierato con Corradino di Svevia contro Carlo I d'Angiò. Sotto il dominio angioino il feudo fu in possesso di diverse famiglie.
Fu università autonoma con il nome di "Terra di San Marzano", come è citata in un atto del 1521.
Nel XVI secolo il feudo fu eretto in baronia, in possesso della famiglia Del Tufo. Agli inizi del Seicento fu marchesato in possesso della famiglia Mastrilli e, insieme alle altre comunità della valle, fu in lite con Alfonso Piccolomini, conte di Celano e feudatario di Scafati, a causa di uno sbarramento sul fiume Sarno che costui aveva edificato e che comportava danni alle popolazioni locali.

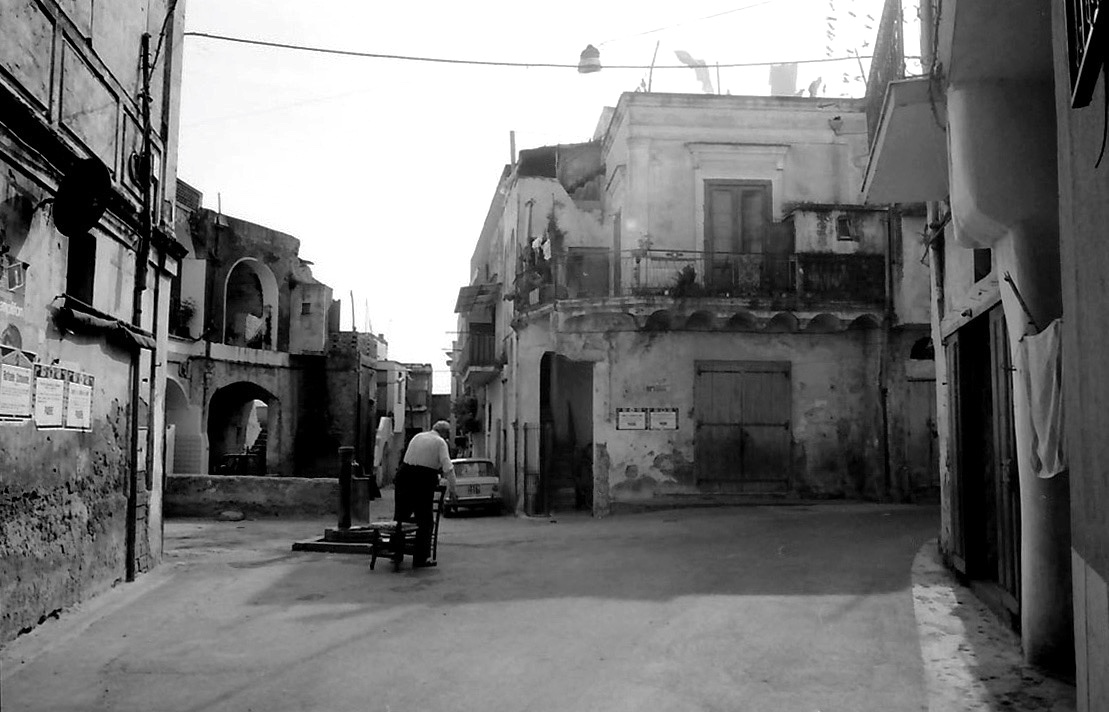
Via Battisti nel 1980

Il titolo di marchese di San Marzano e il possesso del feudo passarono in eredità dai Mastrilli a Gentile III Albertini intorno al 1678, restando in possesso della famiglia fino all'abolizione dei diritti feudali nel 1806. Nel 1808 San Marzano divenne comune del Regno delle Due Sicilie.
A partire dal 1820 la costruzione della nuova strada di collegamento tra Sarno e la consolare Napoli-Salerno (nella contrada Quarto, nel territorio di Sant'Egidio del Monte Albino), che attraversava il territorio di San Marzano, favorì lo sviluppo della località.
Con il passaggio al Regno d'Italia il comune prese il nome attuale nel 1862 Nel 1871 fu avviata dal sindaco Vincenzo Pisani la costruzione del nuovo Palazzo municipale, inaugurato nel 1877
Nel 1903 l'archeologo Ettore Pais condusse nel territorio di San Marzano una campagna di scavi, che riportarono alla luce materiali del IX-VIII secolo a.C. Nel 1910 il sindaco Paolo Samengo portò nel paese l'illuminazione a gas e negli anni successivi la luce elettrica, il telefono e la prima condottura per acqua potabile.
Il paese fu danneggiato dai bombardamenti durante la seconda guerra mondiale e in particolar modo lo fu il ponte sul fiume Sarno.

## Società

### Evoluzione demografica
Abitanti censiti

### Religione
La maggioranza della popolazione è di religione cristiana appartenenti principalmente alla Chiesa cattolica; il comune appartiene alla diocesi di Nocera Inferiore-Sarno.
Esiste una sola parrocchia, dedicata a san Biagio vescovo e martire. La chiesa dedicata al patrono è in piazza Umberto I, accanto all'edificio comunale.
I festeggiamenti in onore del santo si tengono nei mesi di febbraio e di settembre. A febbraio si tengono principalmente cerimonie religiose, mentre a settembre ci sono sia momenti religiosi che festeggiamenti civili, con fuochi pirotecnici e venditori ambulanti.
Sono presenti altre due chiese (dedicate una alla Madonna del Rosario, l'altra alla Madonna delle Grazie) ubicate in via Manzini.

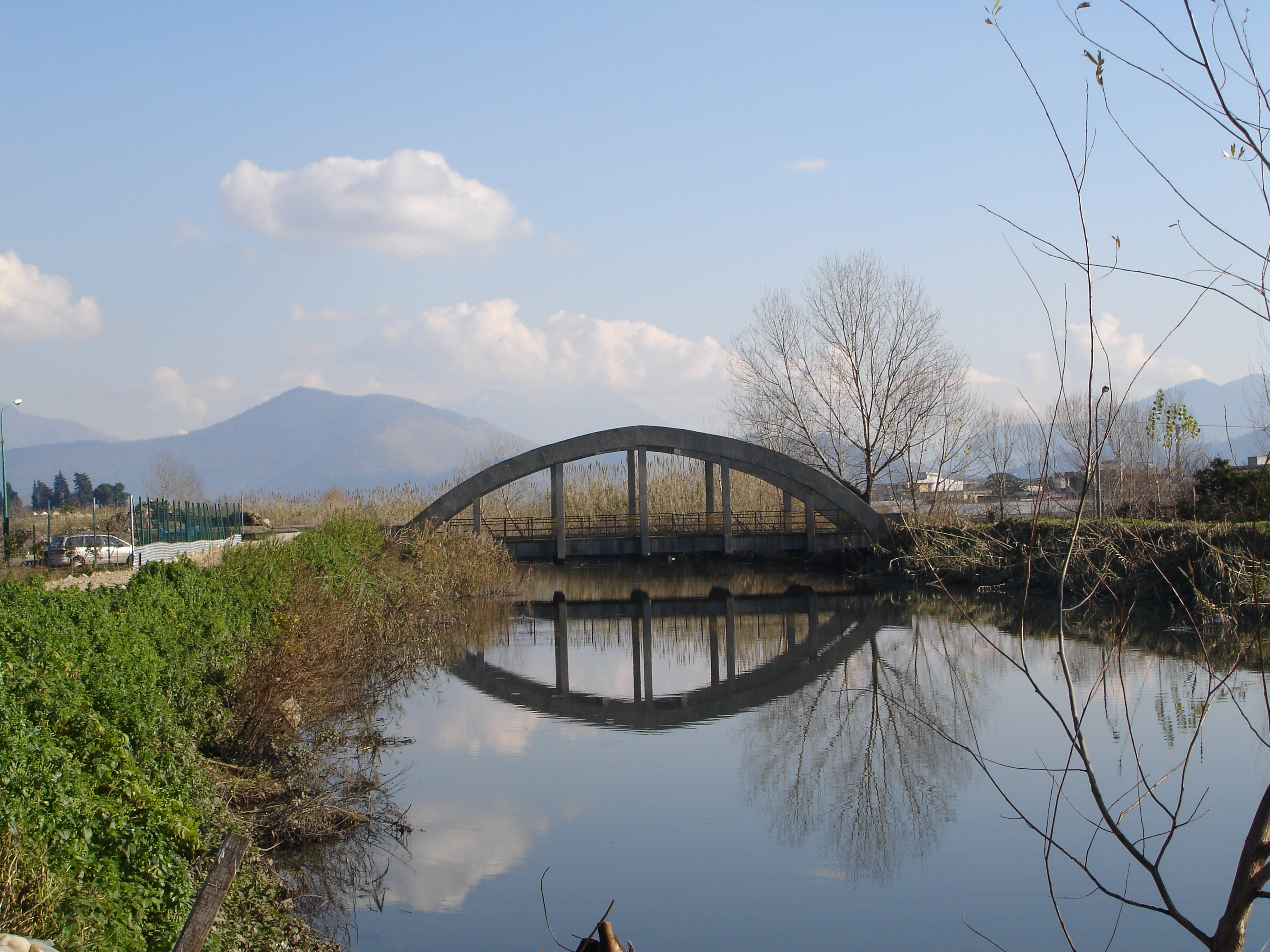
Ponte sul fiume Sarno

## Geografia antropica

### Contrade e rioni
Le contrade sono: Acciara, Cesina, Masseria Tortora, Orta 1º, Orta 2º, Restinete, Puglianella, Pugliano, Quarto, Zeccagnuolo. I rioni che si stanno sempre più popolando ed estendendosi sono: Buco, Murelle, Padula, Papa Giovanni Paolo II, Parcheggio, Pendino, Rotatoria.
Le contrade Orta 1º e 2º a volte vengono unite e chiamate anche con il solo nome di Orto. Nel rione Buco ogni martedì tranne i festivi si tiene il mercato marzanese molto conosciuto in tutto l'agro.
Nonostante le contrade di San Marzano siano molte, oggi nello stradario sono state sostituite dalle nuove denominazioni (ad esempio quella che era una volta indicata come contrada Acciara oggi è via Enrico Berlinguer, Francesco Petrarca e via Alessandro Manzoni.
Gli abitanti però usano riferirsi alle contrade per indicare i vari luoghi del paese.
Le scuole di San Marzano sul Sarno si trovano tutte al centro, precisamente nei rioni Buco, Murelle e Pendino. Nel rione Buco troviamo la scuola primaria di 1º grado (elementare) e le classi annesse della scuola materna, il cui plesso principale si trova nel rione Murelle. Le classi annesse della scuola elementare e la scuola secondaria di 1º grado, con il palazzetto dello sport, è nel rione Pendino. A San Marzano non ci sono istituti superiori.

## Economia

### Agricoltura
L'agricoltura, prevalentemente orticola, da cui il nome al pomodoro omonimo.
È recente l'istituzione di una de.co. cittadina, fortemente voluta dall'amministrazione comunale capitanata dal Sindaco Cosimo Annunziata nel 2018.
San Marzano sul Sarno è una pietra angolare dell'ortofrutta campana, anche per la presenza di un grande Mercato Ortofrutticolo che smista prevalentemente merci all'ingrosso e di innumerevoli attività di Import-Export oltre che di aziende specializzate in logistica e trasporti.
San Marzano sul Sarno, nonostante la frantumazione degli appezzamenti terrieri, vanta un rapporto quasi paritetico di terreni coltivati in pieno campo e di strutture serricole, per le produzioni in ambiente controllato.
Le principali colture sono
Lattughe - Indivie - Peperone - Pomodori - Melanzane - Cipolla - Cipollotto nocerino D.O.P. - Cipolla bianca di Pompei - Broccolo Marzanese - Pomodorino piccadilli - Pomodorino Cherri - Zucchino - Ravanelli - Basilico - Peperoncino dolce - Finocchio - Cavolfiore - Cetriolo - Zucca.

## Infrastrutture e trasporti

### Principali arterie stradali
- Strada Regionale 367/a Innesto SS 18-S.Marzano-S.Valentino Torio.
- Strada Provinciale 5 Pendino-Bivio San Marzano (Confine Poggiomarino).
- Strada Provinciale 185 Via Longa-Innesto SS 18-Ortoloreto-Ortalonga-Innesto SS 367.
- Strada Provinciale 261 Strada Acciara.
- Strada statale 268 del Vesuvio (SS 268)

## Amministrazione

### Altre informazioni amministrative
La gestione del ciclo dell'acqua è affidato all'ATO 3 Sarnese Vesuviano.

## Sport
La principale squadra di calcio è il San Marzano Calcio, che  militava in Serie D.